# Markgraafschap Landsberg

Markgraafschap Landsberg

Landsberg was een markgraafschap binnen het Heilige Roomse Rijk.

## Ontstaan van het markgraafschap
In 1263 slaagde markgraaf Hendrik III van Meißen er definitief in om Thüringen te verwerven. Hij bezat toen de volgende vier rijksvorstendommen:
- markgraafschap Meissen
- de Oostmark (het latere markgraafschap Neder-Lausitz)
- landgraafschap Thüringen
- paltsgraafschap Saksen.

Kort daarna droeg hij echter een deel van zijn bezittingen over aan zijn twee zonen:
- zelf behield hij het markgraafschap Meissen en de Oostmark
- Albrecht de Ontaarde kreeg het landgraafschap Thüringen en het paltsgraafschap Saksen
- Diederik van Landsberg kreeg het nieuw gevormde markgraafschap Landsberg.

## Positie van het markgraafschap
Het markgraafschap was in feite illegaal, omdat een nieuw vorstendom alleen door de koning kon geschieden. Deze illegale handeling werd mogelijk gemaakt door het ontbreken van een koning.
Het gebied lag tussen de rivieren Mulde en Saale ten noorden en zuiden van Leipzig. Het was gevormd uit het westelijk deel van de Oostmark en delen van het markgraafschap Meissen.

## Verdere geschiedenis
Diederik van Landsberg werd na zijn dood in 1285 opgevolgd door zijn zoon Frederik Tuta. Na de dood van zijn grootvader in 1288 brak er een erfstrijd uit tussen Frederik Tuta en zijn neven Frederik I van Meißen en Diezmann. Het resultaat was dat Frederik Tutta en zijn oom Albrecht de Ontaarde de mark Meissen gemeenschappelijk gingen regeren en dat Diezman de Oostmark kreeg. Reeds in 1289 kocht Frederik Tutta het aandeel in Meissen van zijn oom. Hij deed dit met in beslag genomen, voor de kruistochten bestemd geld. In 1291 overleed Frederik Tutta door vergiftiging.
Na de dood van Frederik Tutta vond er door de familie een nieuwe verdeling plaats:
- Frederik I kreeg het markgraafschap Meissen.
- Het markgraafschap Landsberg werd gedeeld: het grootste deel kwam aan Albrecht de Ontaarde. Zijn zonen Frederik I en Diezmann kregen de rest met Leipzig. Dit gebied ging later Osterland heten.

Albrecht de Ontaarde verpandde zijn aandeel nog in hetzelfde jaar 1291 aan het markgraafschap Brandenburg, waardoor het gebied (tijdelijk) verloren ging. In 1333 kwam het gebied door erfenis aan het hertogdom Brunswijk. In 1347 kocht markgraaf Frederik II van Meissen het markgraafschap Landsberg samen met het palstgraafschap Saksen terug van Brunswijk.
Het gebied vormde daarna geen administratieve eenheid meer. Het wapen en de titel bleven tot het eind van de monarchie in 1918.